# مايك غاريت
مايك غاريت (بالإنجليزية: Mike Garrett)‏ (14 أبريل 1961 بواشنطن العاصمة في الولايات المتحدة - ) هو لاعب كرة قدم أمريكي في مركز الهجوم. لعب مع Buffalo Storm ‏ وKalamazoo Kangaroos ‏ وممفيس أمريكانز ‏ وToledo Pride ‏.